# NGC 4145
NGC 4145 é uma galáxia espiral barrada (SBcd) localizada na direcção da constelação de Canes Venatici. Possui uma declinação de +39° 52' 58" e uma ascensão recta de 12 horas, 10 minutos e 01,7 segundos.
A galáxia NGC 4145 foi descoberta em 18 de Março de 1787 por William Herschel.